# Parque nacional Terra Nova
El parque nacional Terra Nova es un parque nacional canadiense situado en la costa nordeste de la isla de Terranova, en la provincia de Terranova y Labrador. El parque toma su nombre del nombre latino de Terranova.
Terra Nova es el paisaje típico de la costa noroeste de Terranova, con restos de las montañas Apalaches que contribuyen ampliamente a la topografía accidentada y variada en toda la región. El parque de la costa rocosa se compone de varios "dedos" en la bahía Bonavista a lo largo de una zona que se extiende desde justo al norte de Port Blandford a las inmediaciones de Glovertown. La costa varía entre acantilados y cabos expuestos a calas y ensenadas protegidas, contribuyendo a Terranova, la principal área de la navegación de recreo. 